# Hermies
Hermies är en kommun i departementet Pas-de-Calais i regionen Hauts-de-France i norra Frankrike. Kommunen ligger i kantonen Bertincourt som tillhör arrondissementet Arras. År 2022 hade Hermies 1 076 invånare.

## Befolkningsutveckling
Antalet invånare i kommunen Hermies
| Referens: INSEE |